# Lydia Aadre
Lydia Aadre (bis 1935 Lydia Adler, von 1941 bis 1944 Lydia Uuli, danach Lydia Aadre-Uuli; * 24. Juni 1904 als Lydia Patrason in Ligowo, Sankt Petersburg, Russisches Kaiserreich; † 2. September 1957 in Baltimore, Maryland) war eine estnische Sängerin in der Stimmlage Sopran.

## Leben
Lydia Aadre stammt aus einer Bauernfamilie. Ihr Vater war Johann Patrason (1873–1970), ihre Mutter Bertha Patrason (1879–1942). Sie besuchte in Tartu ein Mädchengymnasium. Ihren Schulabschluss erhielt sie 1923. Danach besuchte sie die Höhere Musikschule in Tartu. Ihre Gesangslehrerin war Angelina Mahotina. Nach 1931 besuchte sie das Musikkonservatorium in Tartu. Hier wurde sie von Aleksander Arder (1894–1966) unterrichtet und 1935 graduiert. Ab 1932 trat sie in Estland als Sängerin in Erscheinung. Von 1935 bis 1944 sang sie in Tallinn die großen Opernpartien ihres Faches. So sang sie sowohl Musette und Mimi in La Bohème, Elisabeth in Don Carlos, Leonora in Il trovatore, Elisabeth in Tannhäuser, Vaike in Vikerlased, Nedda in Pagliacci und Cio-Cio-San in Madama Butterfly.- 1944 flüchtete sie nach Wien und ging darauf nach Deutschland. 1945 bis 1946 war sie in Lübeck und von 1946 bis 1950 in Blomberg. Hier engagierte sie sich in der Künstlervereinigung des sogenannten Lettenlagers, das von der Flüchtlingsorganisation der Vereinten Nationen UNRRA, in sechzig beschlagnahmten Häusern der Stadt unterhalten wurde. Nach Auflösung des Lagers ging sie 1951 in die USA. Nach der Atlantiküberfahrt auf einem Schiff der Internationalen Flüchtlingsorganisation mit Hilfe der National Catholic Welfare Conference gelangte sie im April 1951 nach Indianapolis. Hier gab sie im Laufe des Jahres mehrere Liederabende und Konzerte. Später lebte sie noch in Buffalo und New York City. Sie war Mitglied in der Estnischen Gesellschaft Indianapolis und Vorstandsmitglied im Estnischen Zentrum für darstellende Kunst in den USA. Lydia Aadre war in Deutschland, England und den USA als Konzertsängerin tätig. Sie war mit Alexander Adler (1902–1933) verheiratet und nach dessen Tod von 1941 bis 1944 mit dem Regisseur und Tenor Eino Uuli (1906–1976).